# Pointe de l'Aiglière
La pointe de l'Aiglière est une montagne culminant à 3 307 mètres d'altitude. Elle est située dans les Alpes françaises, près de Puy-Saint-Vincent, et domine le vallon de Narreyroux. Son ascension est possible en partant de Narreyroux (hameaux accessible en voiture depuis Puy-Saint-Vincent). Il faut pour cela se rendre jusqu'au lac des Neyzets, puis rejoindre à travers les éboulis l'arête Est jusqu'au sommet, qui offre une vue sur les Bans, le Pelvoux, l'Ailefroide, ou encore le pic Sans Nom.